# ジェイムス・ボーン

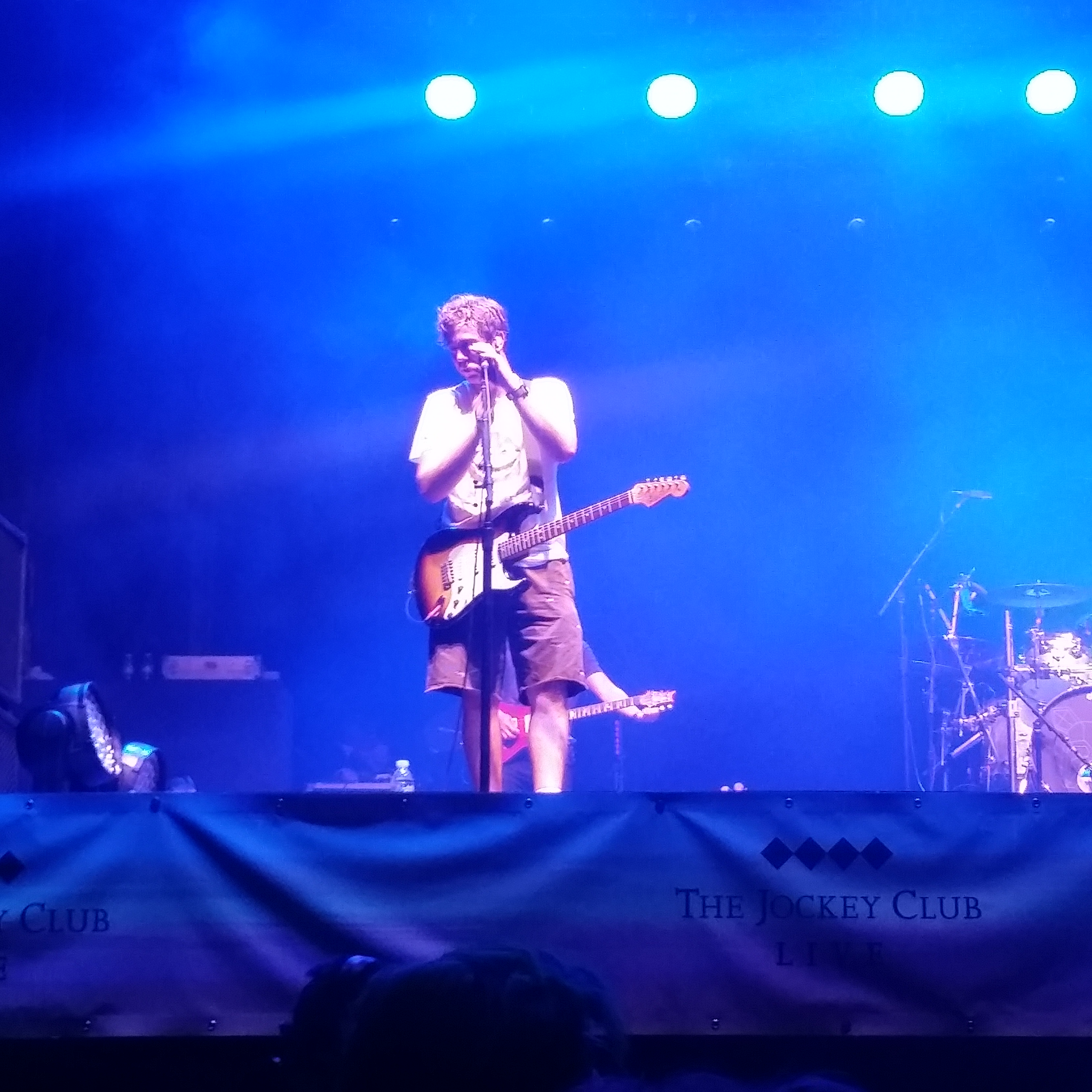
ジェイムス・ボーン（2016年）

ジェイムス・ボーン（James Bourne、1983年9月13日 - ）は、イングランドのミュージシャン。バステッドとサン・オブ・ドークの元メンバー。解散後はフューチャー・ボーイ（Future Boy）名義でソロ活動をしている。

## ディスコグラフィ

### ソロ・アルバム
- Safe Journey Home (2020年)

### フューチャー・ボーイ
- Volume 1 (2010年)

### バステッド
- 『バステッド』 - Busted (2002年)
- 『プレゼント・フォー・エヴリワン』 - A Present for Everyone (2003年)
- Busted (U.S. version) (2004年)
- 『ナイト・ドライバー』 - Night Driver (2016年)
- Half Way There (2019年)

### サン・オブ・ドーク
- 『ウェルカム・トゥ・ルーザーヴィル』 - Welcome to Loserville (2006年)

### マクバステッド
- 『マクバステッド』 - McBusted (2014年)